# Ернст Ґрюнфельд
Ернст Ґрюнфельд (нім. Ernst Grünfeld, повне ім'я: Ернест Франц Ґрюнфельд (нім. Ernest Franz Grünfeld); нар. 21 листопада 1893, Відень — пом. 3 квітня 1962, Відень) — австрійський шахіст і шаховий теоретик. Один з найсильніших шахістів Європи 1920-х років. Увів до турнірної практики дебют, що згодом отримав назву «захист Ґрюнфельда». Міжнародний гросмейстер (1950).
Переможець 23-го конгресу Німецького шахового союзу (Франкфурт-на Майні, 1923), того ж року виграв міжнародний турнір у Марґейті (Англія), де випередив, зокрема Олександра Алехіна та Юхима Боголюбова. Переможець турніру в Мерано 1924. Грав на першій шахівниці за команду Австрії на 4 шахових олімпіадах: 1927, 1931, 1933, 1935.
Друкував статті у «Wiener Schachzeitung» та інших шахових виданнях.